# Nils Berg
Nils Berg (* 9. Oktober 1977 in Göteborg) ist ein schwedischer Jazzmusiker (Saxophon, Bassklarinette, Komposition).

## Leben und Wirken
Berg, der in einer musikalischen Familie aufwuchs, wurde auf dem musischen Zweig des Hvitfeldtska gymnasiet in Göteborg und an der Volkshochschule in Skurup ausgebildet. Nach seinem Umzug nach Stockholm besuchte er die Königlich Schwedische Musikakademie, um Komposition, Improvisation und Holzblasinstrumente zu studieren. Bereits im Studium erkundete er in Bands wie Oskar Schönning, Peter Bjorn and John und Loney Dear neue musikalische Wege zwischen Jazz und Indie-Pop. Zudem spielte er Fusionjazz bei Deeper Sound.
Im Jahr 2000 gewann Berg den Jazzverk 2000, einen schwedenweiten Wettbewerb für Bigband-Komponisten. Er wurde seit 2004 als Komponist im kollaborativen Quartett The Stoner (mit Pianist Jonas Östholm, Bassist Nils Ölmedal und Schlagzeuger Jon Fält) bekannt, das bis 2014 fünf Alben vorlegte und auch mit den beiden Laptop-Musikern Forss (Eric Wahlforss) und Borg (Carl Åborg) auftrat. Er war auch Mitglied der Gruppe Paavo, unter anderem mit der Stimmkünstlerin Sofia Jernberg und der Pianistin Cecilia Persson. In Mitteleuropa war er auch mit der Rockband Mando Diao auf Tournee.
2007 wurde Berg zum Jazz i Sverigeartist ernannt; in der Folge nahm er ein erstes Album unter eigenem Namen für Caprice Records auf und tourte mit seinem Quintett aus Mattias Ståhl, Leo Svensson, Josef Kallerdahl und Sebastian Voegler. Seit 2009 leitet er sein Trio Nils Berg Cinemascope, mit dem er Jazz mit Videoclips von Musikern aus der ganzen Welt, die er auf YouTube gesammelt hat, verschmilzt. Seit 2013 gehört er weiterhin zur Konzertband von Håkan Hellström. 2015 erhielt er den Jazzkattan von Sveriges Radio als „Komponist des Jahres“. Mit Simon Toldam, Tobias Wiklund, Georg Riedel und Anders Christensen entstand das Album Tak for dit brev (2021). Er ist auch auf Alben von African Marketplace, Dynamike, Thandi Ntuli sowie Here’s to Us, Hurrakel! zu hören.

## Diskographische Hinweise
- The Stoner Upp Till Kamp (Apart 2004)
- The Stoner The New Pink (Hoob 2006)
- Sailors Fighting in the Dance Hall (Caprice Records 2007)
- Cinemascope (Hoob 2016)
- Nils Berg, Mikael Augustsson Gubbstol 1937 (Hoob 2017)